# Klei

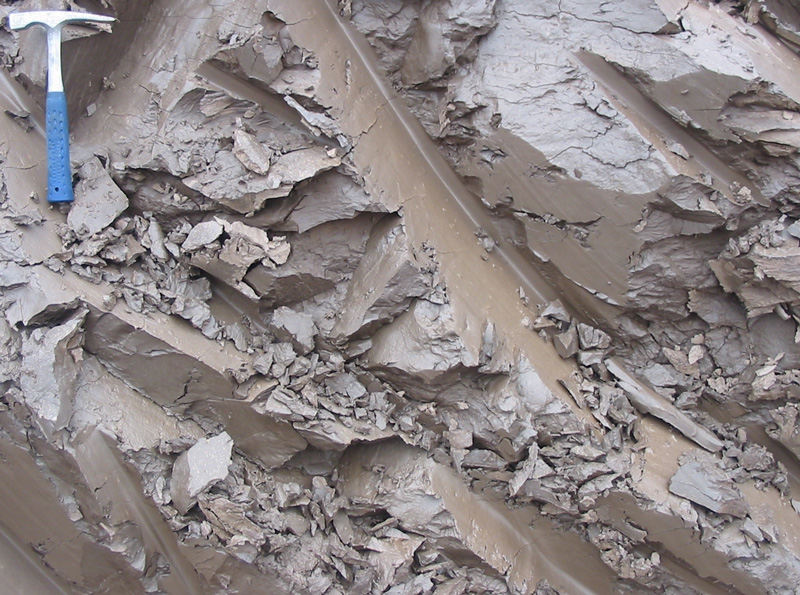
400.000 jaar oude kleigrond in Estland

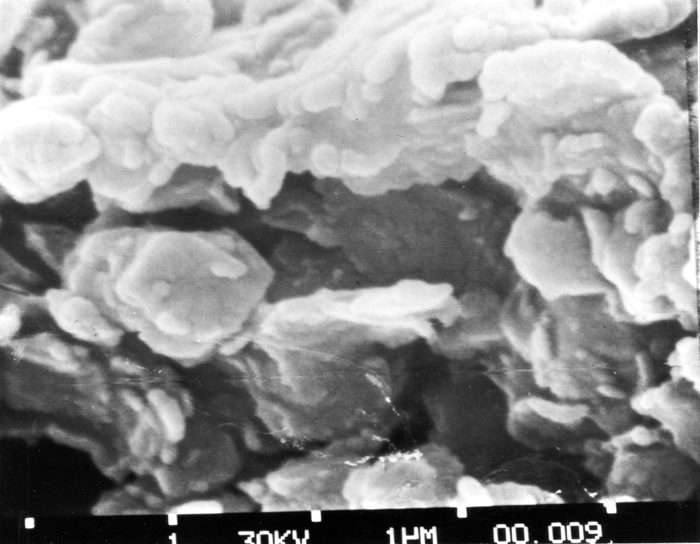
Kleideeltjes 23.500 maal vergroot

Klei is een klastisch sedimentair gesteente, dat voornamelijk bestaat uit lutum, gronddeeltjes kleiner dan 2 µm.
Het verschil met zand is dat zand bestaat uit kleine rotsblokjes (als gevolg van erosie door water, wind en/of temperatuurverschillen) en klei bestaat uit (kleine) kleiplaatjes. Kleiplaatjes zijn chemisch gevormd en bestaan uit silicium- en aluminiumzouten. Als gevolg van de plaatjesvorm en chemische samenstelling heeft een kleiplaatje een positieve en een negatieve kant waardoor water en mineralen beter worden vastgehouden. Samen met het humusgehalte (voor zowel zand- als kleigrond)  bepaalt dat een groot deel van de vruchtbaarheid van de grond. 
Indien de grond voor meer dan 25% bestaat uit lutumdeeltjes is er sprake van klei. Bij 25% tot 35% lutum is er sprake van lichte klei, bij 35% tot 50% is er sprake van matig zware klei en bij meer dan 50% lutum is er sprake van zware klei.
Klei bestaat uit kleimineralen, waarvan vele soorten bestaan. Kleigronden zijn, vergeleken met zand, slecht waterdoorlatend. In droge tijden houden ze veel langer water vast, maar in natte tijden verdrinken gewassen eerder. Ook hebben kleigronden minder last van uitspoeling van mineralen zoals nitraat en fosfaat dan zandgronden. Hierdoor houden ze beter voedselstoffen voor planten vast en zijn ze over het algemeen voedselrijk. Pogingen om in het kader van natuurbeheer kleigronden te verschralen zijn nutteloos of moeten zeer lange tijd worden volgehouden. Kleigronden zijn structuurgevoeliger dan de meeste zandgronden. Het organische stofgehalte moet op peil gehouden worden (door het aanbrengen van organische mest en keuzes in het bouwplan) en bekalking. Kleigrond is gevoeliger voor structuurbederf door zware machines dan zandgrond. Bodemleven en ook een vorstperiode (als gevolg van het uitzetten en inkrimpen van ijs) doet de bewerkbaarheid van kleigrond in het daaropvolgende teeltseizoen goed.
Leisteen bestaat uit klei dat door nieuwe afzettingen is samengedrukt (vergelijk zandsteen). Grote delen van bijvoorbeeld de Eifel daar waar het oppervlak bestaat uit verweerd leisteen zijn dan ook redelijk vruchtbaar.
Klei komt in Nederland voornamelijk voor in de kuststreken (zeeklei) en langs de rivieren (rivierklei) en meer landinwaarts op hogere gedeelten beekklei of leem. Kleigronden die ontwaterd worden, komen lager te liggen, doordat het water dat zorgde voor meer ruimte tussen de kleideeltjes verdwenen is en de kleideeltjes dichter op elkaar komen te zitten. Dit verschijnsel wordt inklinken (of klink) genoemd. Klink is een van de factoren die bijdragen aan bodemdaling.

## Toepassing
Sommige kleisoorten, zoals potklei en beekklei, worden gebruikt voor traditioneel keramiek, zoals aardewerk of baksteen, in de beeldhouwkunst of om mee te boetseren. In de dijkenbouw en andere civieltechnische constructies wordt zowel klei als keileem gebruikt.
Klei die een zekere hoeveelheid water bevat, kan men kneden in elke gewenste vorm. Laat men de klei hierna drogen, dan wordt hij hard. Door wateropname kan de klei echter daarna nog weer zacht worden. Om aardewerk zijn blijvende vorm te geven wordt de gedroogde klei in een oven bij een temperatuur van ongeveer 900 °C gebakken. Eerst verliezen de kleimineralen rond de 600 °C hun hydroxidegroepen waardoor de kristalstructuur verstoord wordt. Wordt de klei nog verder verhit dan groeien de deeltjes aan elkaar, wat sinteren wordt genoemd, en treedt uiteindelijk verglazing op. Na sinteren kan de gebakken klei niet meer door wateropname zacht gemaakt worden.
Door andere materialen aan klei toe te voegen kan men speciale eigenschappen krijgen, zoals bij papierklei of vlasklei. Klei wordt ook gebruikt als grondstof voor cement.